# Скицанело (Рим)
Скицанело је насеље у Италији у округу Рим, региону Лацио.
Према процени из 2011. у насељу је живело 451 становника. Насеље се налази на надморској висини од 84 м.